# Zoot Sims

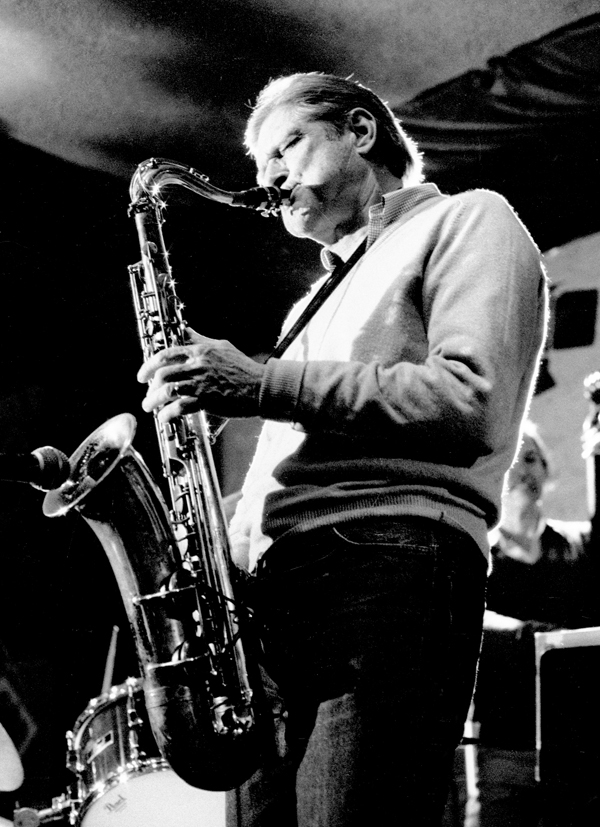
Zoot no sax.

John Haley "Zoot" Sims (Inglewood, 29 de outubro de 1925 - Nova York, 23 de março de 1985) foi um saxofonista de jazz dos Estados Unidos, um dos "Four Brothers" originais da banda de Woody Herman (junto a Stan Getz, Herb Steward e Serge Chaloff).
Benny Carter sobre ele declarou: "Zoot é a notável refutação da negativa teoria de que os brancos não podem tocar jazz."
Era elogiado pelos críticos por sua forma de tocar nos tradicionais tempos 4/4 e 3/4 de modo aparentemente sem esforço, embora complexo, em solos espontâneos, e também por seus valores harmônicos numa época em que a dissonância impetuosa dominava.

## Vida e carreira
Começou a tocar profissionalmente aos 17 anos numa carreira que o fez percorrer todos os Estados Unidos e a Europa, excursionando com Benny Goodman em 1962 até na União Soviética; ganhou o apelido de "Zoot" de colegas, e nunca soube o significado do apelido.
Começou a carreira como clarinetista assim que saiu do ensino médio, juntando-se à orquestra de Bobby Sherwood, em 1941; no ano seguinte mudou-se para a famosa banda de Goodman, começando ali uma longa associação - um dos poucos a conseguir se relacionar com o líder da banda, conhecido por seu zelo com a disciplina.
Junto a Woody Herman estabeleceu um movimento que ficou conhecido como "jazz moderno"; em 1953 juntou-se à banda de Stan Kenton e mais tarde na banda de Herman formou um quinteto com Al Cohn, uma parceria que os fazia parecerem "gêmeos idênticos".
Ele adicionou o sax alto e o soprano ao seu repertório; em 1975 foi homenageado pela Universidade de Nova Iorque com concerto intitulado "Salute to Zoot".
Em 1979 começou a ter problemas no fígado em consequência da bebida e, sob ultimato médico para escolher entre viver ou continuar com o álcool, optou pela primeira alternativa, passando a ser um saxofonista sóbrio; morava em Nova York a maior parte do tempo, embora continuasse a excursionar esporadicamente; em 1982 foi diagnosticado um tumor atrás do rim direito, que finalmente viria a matá-lo no Hospital Mount Sinai, onde se internara, aos 59 anos de idade, deixando a esposa Louise.
Gravou mais de 50 discos solos, além de outras tantas participações em trabalhos alheios.